# مارتا با فرانک، دانیل و لارنس ملاقات می‌کند
مارتا با فرانک، دانیل و لارنس ملاقات می‌کند (به انگلیسی: Martha, Meet Frank, Daniel and Laurence) فیلمی محصول سال ۱۹۹۸ و به کارگردانی نیک هام است. در این فیلم بازیگرانی همچون مونیکا پاتر، روفس سوئل، تام هالندر، جوزف فاینز و ری وینستون ایفای نقش کرده‌اند.